# Kramolín, Třebíč
Kramolín là một làng thuộc huyện Třebíč, vùng Vysočina, Cộng hòa Séc.